# Panaon (Misamis Occidental)
Panaon is een gemeente in de Filipijnse provincie Misamis Occidental op het eiland Mindanao. Bij de laatste census in 2007 had de gemeente ruim 9 duizend inwoners.

## Geografie

### Bestuurlijke indeling
Panaon is onderverdeeld in de volgende 16 barangays:
| - Baga - Bangko - Camanucan - Dela Paz - Lutao - Magsaysay - Map-an - Mohon | - Poblacion - Punta - Salimpuno - San Andres - San Juan - San Roque - Sumasap - Villalin |

## Demografie
Panaon had bij de census van 2007 een inwoneraantal van 9.266 mensen. Dit zijn 1.825 mensen (24,5%) meer dan bij de vorige census van 2000. De gemiddelde jaarlijkse groei komt daarmee uit op 3,07%, hetgeen hoger is dan het landelijk jaarlijks gemiddelde over deze periode (2,04%). Vergeleken met de census van 1995 is het aantal mensen met 611 (7,1%) toegenomen.

De bevolkingsdichtheid van Panaon was ten tijde van de laatste census, met 9.266 inwoners op 46,8 km², 198 mensen per km².